# Сент-Обан – Пон-де-Кле (етиленопровід)
Сент-Обан – Пон-де-Кле (етиленопровід) – продуктопровід для транспортування етилену на південному сході Франції.
З 1967 року вироблений піролізною установкою у Фейзені (південна околиця Ліону) етилен постачався в південному напрямку до Жаррі (одна з гілок трубопроводу Фейзен – Жаррі/Таво). А наступного року запустили етиленопровід Trans-Ethylene, що прямував із району Марселю, де працювали піролізні установки у Етан-де-Берр та Лавері до Шато-Арну-Сент-Обан (трубопровід ). Нарешті, з 1972-го ці маршрути з’єднали за допомогою ще одного етиленопроводу Trans-Alpes довжиною 150 км, який пройшов від Сент-Обану до Пон-де-Кле (дещо західніше від Жаррі). Цей продуктопровід, виконаний в діаметрі 200 мм, має пропускну здатність 0,2 млн тонн на рік.
Можливо також відзначити, що з початку 2000-х система етиленопроводів, до якої відноситься Trans-Alpes , простягнулась вже від Середземного моря до прикордонної з Німеччиною Лотарингії.